# Trap Them
Trap Them war eine US-amerikanische Extreme-Metal- und Punk-Band aus Seattle, Washington, die im Jahr 2001 gegründet wurde und sich 2017 auflöste.

## Geschichte
Der Sänger Ryan McKenney (Backstabbers Inc.) und der Gitarrist Brian Vincent Izzi (December Wolves) arbeiteten 2001 zusammen in einem Comicbuchladen in Salem, New Hampshire. Nachdem sich beide schnell angefreundet hatten, beschlossen sie noch im selben Jahr Trap Them zu gründen. Der Bandname wurde dem Film Nackt unter Kannibalen, der im Englischen den Titel Trap Them and Kill Them trägt, entliehen. Zusammen nahmen sie mit einem Drumcomputer eine erste EP auf, die eine Auflage von 100 Einheiten hatte. Etwa die Hälfte davon wurde an diverse Labels gesandt, was jedoch nicht erfolgreich war. Bis 2004 widmeten sich die beiden wieder ihren Bands. Nachdem Izzi ebenfalls bei Backstabbers Inc. aktiv war, beschlossen beide, die Band zu verlassen und sich auf Trap Them zu konzentrieren. Den Posten des Bassisten übernahm Derek Black und den des Schlagzeugers Mike Sharp. Anfang 2007 erreichte die Band einen Vertrag bei dem Label Trash Art!, worüber die EP Cunt Heir to the Throne erschien, der das Debütalbum Sleepwell Deconstructor folgte. Aufgenommen wurde das Album vom Converge-Gitarristen Kurt Ballou in den Godcity Studios. Mittlerweile war die Band nach Seattle umgezogen. Nach der Veröffentlichung beider Tonträger wechselte die Band zudem zu Deathwish Inc., dem Label des Converge-Sängers Jacob Bannon. Hierüber erschien 2007 die EP Séance Prime, auf der Nat Coghlan als Bassist und Scott DeFusco als Schlagzeuger zu hören waren. 2008 ging es zusammen mit The Ocean und Rotten Sound auf Tour durch Europa, bei der die drei Bands unter anderem auch zusammen mit der schwedischen Band Victims in München spielte. Nach der Tour folgte eine Split-Veröffentlichung zusammen mit Extreme Noise Terror. 2008 erschien mit Seizures in Barren Praise ein zweites Album. Mittlerweile hatte sich mit dem Hinzukommen des Bassisten Steve Lacour und des Schlagzeugers Chris Maggio eine feste Besetzung gefunden. 2010 erschien die EP Rilth Rations, ehe im März 2011 das Album Darker Handcraft folgte. Hierauf war Mike Justain als neuer Schlagzeuger zu hören. Das Album wurde erneut von Kurt Ballou in den Godcity Studios aufgenommen. Im selben Jahr spielte die Band unter anderem auf dem Roadburn Festival. Ende 2013 nahm die Band ihr nächstes Album Blissfucker mit Ballou in den Godcity Studios auf. Hierbei waren der Schlagzeuger Brad Fickeisen und der Bassist Galen Baudhuin als neue Mitglieder vertreten. Das Album erschien Mitte 2014, wie bereits der Vorgänger, bei Prosthetic Records. Bis zu diesem Zeitpunkt war die Band in ihrer Karriere unter anderem zusammen mit Gruppen wie Extreme Noise Terror, Converge, Napalm Death, Every Time I Die, Rotten Sound, Disfear und Toxic Holocaust aufgetreten. Im September 2017 veröffentlichte die Band ihr letztes Studioalbum Crown Feral, ebenfalls bei Prosthetic Records, und löste sich schließlich im November nach einem letzten Auftritt in Boston, Massachusetts wieder auf.

## Stil
Laut laut.de spielt die Band auf Sleepwell Deconstructor eine Mischung aus Grindcore, Hardcore Punk und Death Metal. Laut Mark Deming von Allmusic mische die Band die schweren E-Gitarren des Grindcore, mit der Geschwindigkeit und den aggressiven Texten des Hardcore Punks. McKenney und Izzi würden eine gemeinsame Vorliebe für Bands wie Entombed, Disfear und Motörhead teilen. Laut Sebastian Schilling vom Rock Hard spielt die Band eine Mischung aus Punk, Hardcore Punk, Grindcore und Death Metal. Ryan McKenney gab im Interview mit Schilling an, dass die Mitglieder durch keine speziellen Bands beeinflusst wurden. Jedoch möge der Gitarrist Izzi Metal der 1980er und 1990er Jahre, inklusive aller Subgenres des Extreme Metal. McKenney selbst habe Einflüsse aus Punk und Hardcore Punk mit eingebracht. Ronny Bittner rezensierte im Rock Hard eine Ausgabe zuvor das Album Blissfucker und bezeichnete die Musik als eine Mischung aus Crustcore, Hardcore Punk und Grindcore, jedoch sei das Album „nicht mehr ganz so intensiv und räudig wie das Vorgängerwerk“. Laut Christian Hector vom Metal Hammer klingen die E-Gitarren nach Dismember. Die Lieder würden meist von Depression, Verzweiflung und Blasphemie handeln, politische Themen würden hingegen nicht thematisiert werden. Zu den Bandeinflüssen würden, neben Gruppen wie Dismember und Entombed, linksorientierte Crustcore-Bands zählen. Laut Melanie Aschenbrenner spielt die Band auf Seizures in Barren Praise schnellen Hardcore Punk. Langsame Passagen gebe es auf dem Album nur selten. Aschenbrenner bezeichnete die Musik auf Darker Handcraft als eine Mischung aus Punk, Metal, Hardcore Punk und Grindcore. Zudem ordnete sie die Musik dem D-Beat zu. Laut Ollie Fröhlich vom Ox-Fanzine spielt die Band Musik in Anlehnung von Bands wie Entombed und Converge. Sänger KcKenney gab im Interview mit Fröhlich erneut an, dass die Band nicht als politische Band gesehen werden will, da sie nicht auf ein Thema reduziert werden wolle. Dennoch sei die Gruppe eine soziopolitische Band, die sich auf Themen wie Verzweiflung, Entfremdung und Frustration über die heutigen Lebensumstände fokussiere. In einem weiteren Interview mit Fröhlich, gab McKenney an, dass die Lieder der ersten Alben noch als Tage bezeichnet wurden und er zu jedem Lied bzw. Tag ein Bild gemalt hat. Zudem sei er auch für das Schreiben der Liedtexte verantwortlich. In seiner Rezension zu Séance Prime ordnete Fröhlich  die Band dem Hardcore Punk zu und bezeichnete die Musik als eine Mischung aus Motörhead, Black Flag und Entombed. Die Lieder seien dabei nicht eingängig. Uwe Kubassa vom Ox-Fanzine beschrieb die Musik auf Seizures in Barren Praise als eine Mischung aus Hardcore-Punk-Attitüde und Death ’n’ Roll der Marke Entombed. Man kombiniere wilde Passagen mit „doomig-groovenden Midtempo-Hämmer“. Zudem höre man der Musik ein „schwedisches Instrumententuning“ an. Ollie Fröhlich ordnete in seiner Rezension zu Darker Handcraft die Band dem Grindcore zu. Der Gesang erinnere an den von Jacob Bannon von Converge. Die E-Gitarre klinge, als spiele Uffe Cederlund von Entombed diese, da sich Klang und Riffs sehr ähneln würden.

## Diskografie
- 2007: Cunt Heir to the Throne (EP, Trash Art!)
- 2007: Sleepwell Deconstructor (Album, Trash Art!)
- 2007: Séance Prime (EP, Deathwish Inc.)
- 2008: Extreme Noise Terror / Trap Them (Split mit Extreme Noise Terror, Deathwish Inc.)
- 2008: Seizures in Barren Praise (Album, Deathwish Inc.)
- 2010: Filth Rations (EP, Southern Lord)
- 2011: Seance Prime: The Complete Recordings (EP, Prosthetic Records)
- 2011: Darker Handcraft (Album, Prosthetic Records)
- 2014: Salted Crypts (Single, Prosthetic Records)
- 2014: Blissfucker (Album, Prosthetic Records)
- 2014: Feedin' the Charlatans / I Hate the Kids (EP, Shirt Killer Records)